# Навчально-виховний комплекс
Навчально-виховний комплекс (НВК) — термін українського законодавства та освіти, що позначає об'єднання освітніх, фінансових, інформаційних ресурсів навчальних закладів різних типів і рівнів акредитації для задоволення допрофесійних і професійних запитів учнів.

## Приклади
- Кочерезький навчально-виховний комплекс: загальноосвітня школа-дитячий садок
- Навчально-виховний комплекс «Дунаєвецька гімназія»
- Павлоградський навчально-виховний комплекс "Загальноосвітній навчальний заклад - дошкільний навчальний заклад" №14
- Навчально виховний комплекс техніко-економічний ліцей № 61
- НВК №122